# Kontinentální evropské právo

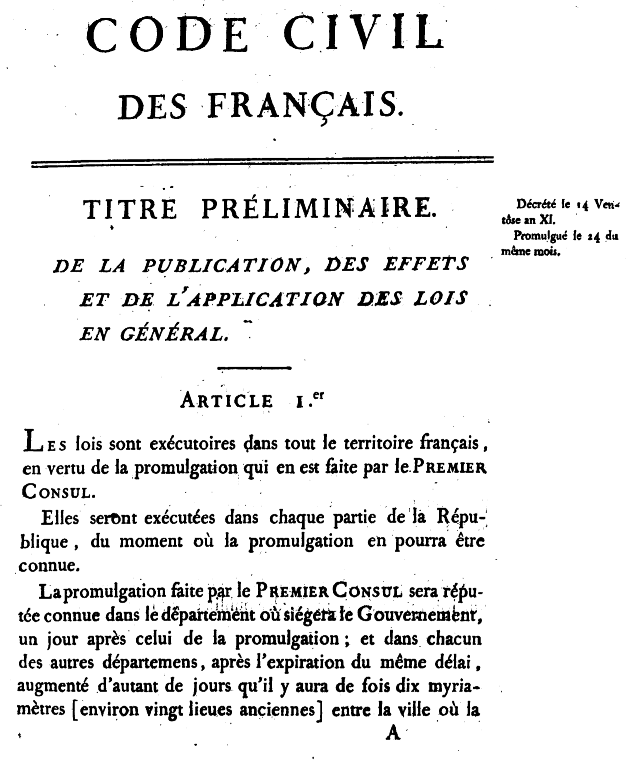
Code Civil des Français, původní vydání z roku 1804. První moderní občanský zákoník ovlivnil vývoj práva na evropském kontinentu.

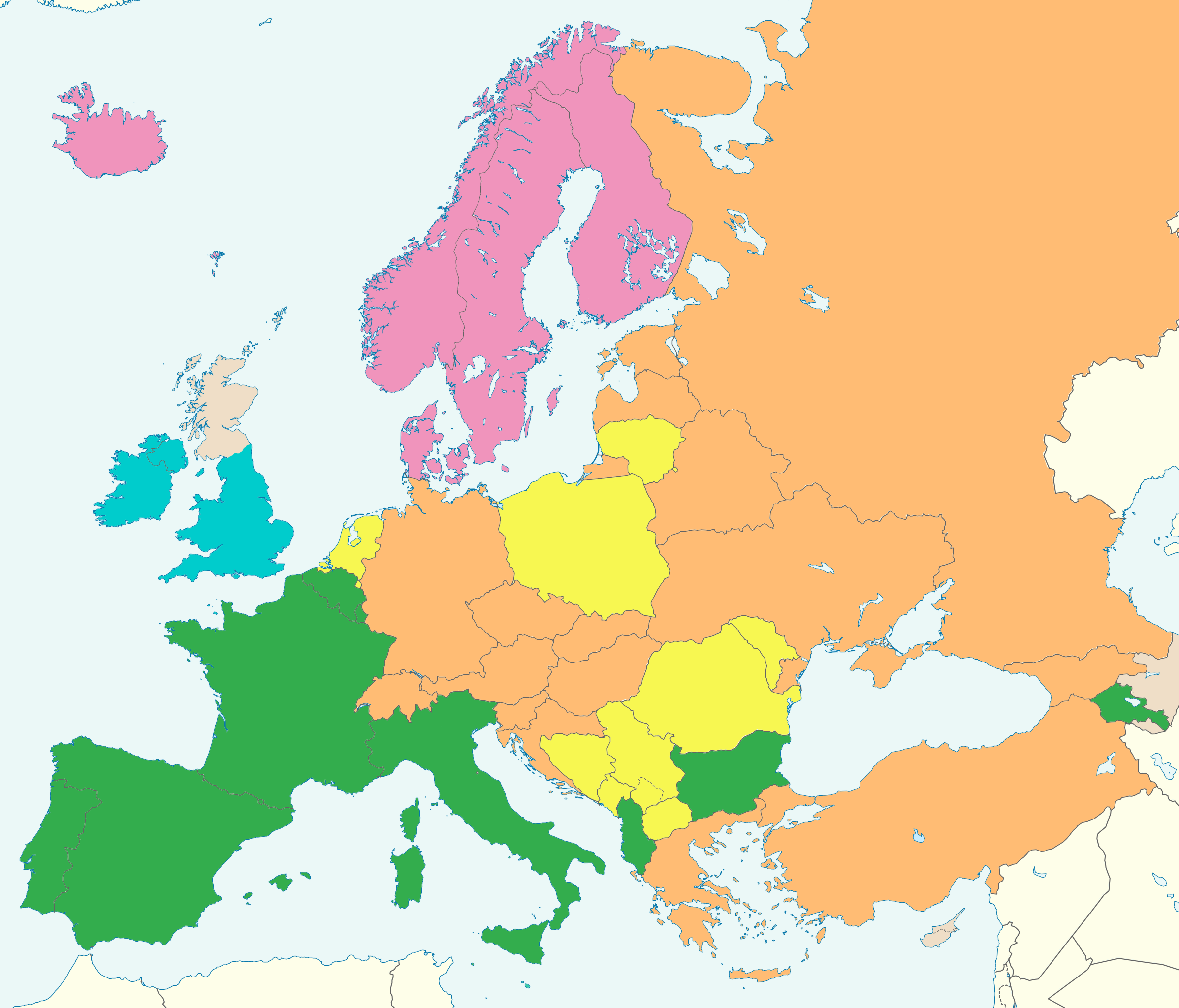
Okruhy evropského kontinentálního práva

Evropské (kontinentální) právo (ve světě označováno jako civil law) nebo také kontinentální typ právní kultury je nejrozšířenější typ práva na světě. Kromě zemí kontinentální západní Evropy, kde se vyvinul, tvoří základ práva řady států na ostatních kontinentech, bývalých kolonií.
Vyvinul se v Evropě na přelomu 18. a 19. století pod vlivem římské právní tradice, dobového racionalismu a přirozenoprávní teorie s ohledem na tehdejší trendy.
Základním znakem kontinentálního práva je zákon jako prvotní právní pramen. V kontinentální kultuře je také výrazná tendence seskupovat zákony do kodexů – zákoníků. Oproti angloamerickému typu kultury se liší rovněž jinou právní terminologií a dělením práva na veřejné a soukromé.
Od konce druhé světové války lze ale pozorovat postupné splývání obou kultur, respektive vzájemné přejímání specifických prvků. Angloamerická kultura pomalu zvyšuje význam zákona jako prvku, zatímco kontinentální typ význam soudcovského práva.
Kontinentální typ práva dělí různí autoři na různé okruhy, časté je například následující dělení:
- Okruh francouzský nebo napoleonský – kromě Francie i Belgie, Lucembursko, kanadská provincie Québec, Itálie a Španělsko a bývalé kolonie těchto zemí v Jižní Americe a Africe.
- Germánský okruh – kromě Německa zahrnuje i Rakousko, Švýcarsko, Portugalsko, Řecko, Turecko, Japonsko, Jižní Koreu, Tchaj-wan; patří sem i právní řád České republiky; někdy se vyděluje okruh balkánský.[1]
- Skandinávský okruh – Švédsko, Dánsko, Norsko, Island.

Někteří autoři vydělují bývalé kolonie jako samostatný okruh, kde je právo prosazováno s ohledem k místním tradicím.
Čínské právo je kombinací evropského práva s právem socialistickým.
Skotské právo je unikátní kombinací kultury kontinentální a práva angloamerického.

## Prameny práva
Základním znakem kontinentálních právních systémů je dualismus práva, které se dělí do odvětví práva veřejného a práva soukromého. Ve významné míře se toto členění vyskytuje pouze v kontinentálním právu.
Nejdůležitějším pramenem kontinentálního práva je právní předpis, který je právem psaným. Právní norma může být měněna, rušena i vytvořena pouze pomocí tohoto normativního, obecně závazného, právního aktu. Původní základní právní normou se postupným vývojem stal v 19. století zákon. Postupně se z potřeby jejich existence vyvinuly i další normativní právní akty: ústavní zákony a ústavy, které jsou základními zákony států, a kodexy, které představují soupis všech norem daného právního odvětví, obecně se tedy jedná o zákoníky.
Vedlejším pramenem práva je v kontinentálním právu normativní smlouva. Ustanovení takové bilaterální smlouvy mají obecnou platnost na všechny případy stejného druhu.
Soud v kontinentálním systému právo nalézá, nikoliv vytváří. Obyčejové právo se v případě své existence používá při výskytu mezery v zákoně jako sekundární právo.